# Lars Aijmer
Lars Aijmer, född 2 juni 1905 i Stockholm, död 1978 i Stockholm, var en svensk konstnär.
Aijmer studerade först vid ett läroverk och en handelsskola innan han slog om riktning och studerade måleri vid Tekniska skolan 1921 och vid Högre konstindustriella skolan, därefter fortsatte han sina målarstudier vid Althins målarskola och Konsthögskolan där han studerade dekorativ konst för Olle Hjortzberg 1926-1929. Bland hans offentliga arbeten märks dekorationsmålningen i Brukskyrkan i Storviks Hammarby, högtidssalen i Stockholms högskolas humanistiska fakultet samt en fris i teatergrillen på restaurang Riche i Stockholm samt en rad dekorativa arbeten i privata byggnader. Han anställdes som färgkonsulent vid Stockholms stads byggnadsnämnd 1945. I sitt stafflimåleri utförde han stilleben och landskapsmålningar.